# Michel Sola
Pour les articles homonymes, voir Sola.
Michel Sola, né le 18 octobre 1939 à Decazeville (Aveyron) et mort le 6 février 2009 à Aix-en-Provence, est un photographe et un responsable de presse français.
Il a été durant près de 35 ans l'homme de la photo à Paris Match, collaborant avec les plus grands noms de la photographie.
Entré au service photo en 1963, il en devient le chef en 1973, avant d'être nommé rédacteur en chef en 1985, poste qu'il occupa jusqu'à sa retraite en 1999.
Selon son fils : « C'était l'œil de Paris-Match. En 35 ans, pas une photo qu'il n'ait regardé, choisi et acheté pour Paris-Match »